# Schloss Birkenau

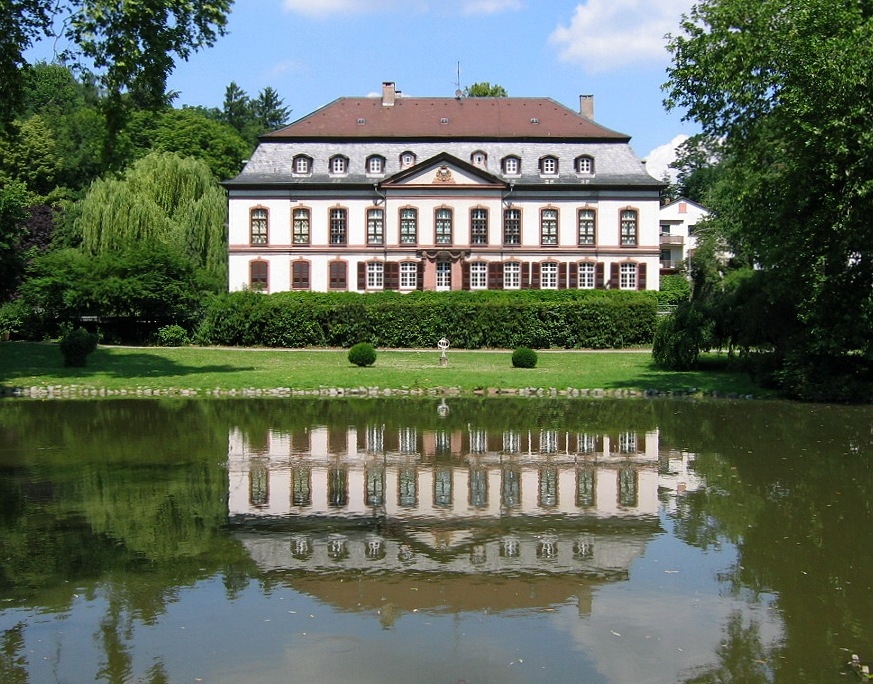
Birkenauer Schloss

Schloss Birkenau ist ein spätbarockes Schloss im gleichnamigen Ort Birkenau im Tal der Weschnitz nahe Weinheim. Es handelt sich um einen recht einfach strukturierten, aber dennoch beeindruckenden zweigeschossigen Bau mit einem angegliederten Schlosspark.
Mit der Errichtung wurde 1765 im Auftrag des Freiherrn Wambolt von Umstadt durch den Speyrer Hofbaumeister Johann Leonhard Stahl in unmittelbarer Nähe eines Vorgängerbaus begonnen, bis 1779 (n. a. A. schon 1771 bzw. 1772) wurde das Schloss schließlich durch den kurpfälzischen Hofbaumeister Franz Wilhelm Rabaliatti fertiggestellt. Umbauten erfolgten im 19. und zu Anfang des 20. Jahrhunderts.
Der ursprünglich (ab 1767) nach französischem Muster gestaltete Schlossgarten wurde ab 1787 nach Plänen von Friedrich Ludwig von Sckell in einen Landschaftsgarten nach englischem Vorbild umgestaltet. Durch den Bau der Verbindungsstraße von Weinheim nach Fürth, der späteren B 38, im Jahre 1847 (nach anderen Angaben zwischen 1840 und 1843) wurde der ursprüngliche Schlosspark in zwei Teile zerschnitten.
Spuren des Vorgängerbaus resp. der Vorgängerbauten (wohl ein Wasserschloss und/oder eine Wasserburg) sind nicht mehr sichtbar.
Das Schloss befindet sich im Privatbesitz der Familie Wamboldt von Umstadt. Seit 2010 wird es als Veranstaltungsort für Hochzeiten, Seminare, Präsentationen und Feste vermarktet.